# Chamaecyparis obtusa
A Chamaecyparis obtusa ou Hinoki (檜  ou 桧) (também Nana gracilis, cedro-nana, cipreste-anão e cipreste-japonês) é uma espécie de cipreste nativa do centro do Japão.

## Descrição
É uma árvore alta que pode alcançar 35 metros de altura e um tronco que pode chegar a 1 metro de diâmetro e se destaca pelo cheiro forte de suas folhas. É uma árvore muito apreciada pelos cultivadores de bonsai, sendo usada para esse fim dentro e fora do Japão.
No xintoismo é considerada uma das 5 árvores sagradas.

## Pólen
O pólen de Hinoki pode causar polinose, um tipo específico de rinite alérgica. Chamaecyparis obtusa, juntamente com Cryptomeria japonica (sugi, cedro japonês), é a principal fonte de pólen alérgico no Japão e uma das principais causas de febre do feno no Japão.

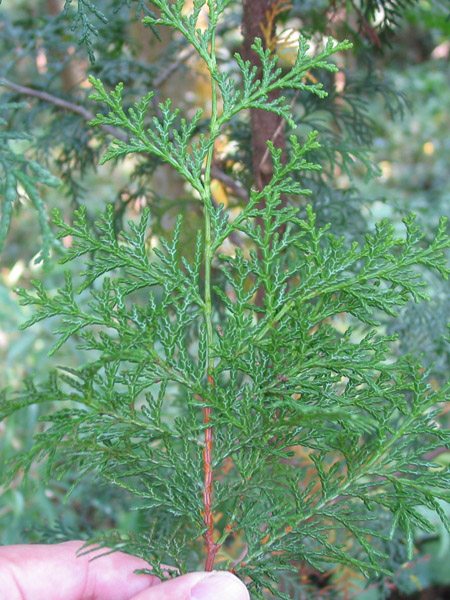
Detalhe das folhas.